# Сент-Альбен-де-Вольсерр
Сент-Альбен-де-Вольсерр (фр. Saint-Albin-de-Vaulserre) — коммуна во Франции, находится в регионе Рона — Альпы. Департамент коммуны — Изер. Входит в состав кантона Шартрёз-Гье. Округ коммуны — Ла-Тур-дю-Пен.
Код INSEE коммуны — 38354. Население коммуны на 1999 год составляло 368 человек. Населённый пункт находится на высоте от 253 до 522 метров над уровнем моря. Муниципалитет расположен на расстоянии около 450 км юго-восточнее Парижа, 75 км юго-восточнее Лиона, 36 км севернее Гренобля. Мэр коммуны — M. Maurice Gentil-Perret, мандат действует на протяжении 2001—2008 гг.
Динамика населения (INSEE):